# 蔡睿贤
蔡睿贤（1934年2月5日—2014年10月4日），男，祖籍广东台山，生于广东汕头，中国工程热物理学家，中国科学院院士。

## 生平
蔡睿贤1951年起曾就读于清华大学、北京航空航天大学、交通大学等校，1956年毕业于交通大学动力机械系涡轮机制造专业。此后任教于清华大学动力机械系。
1972年起调任铁道部长春机车工厂燃气轮机车设计科工程师，曾参与了长征2型燃气轮机车的设计制造。1978年起任职于中国科学院，曾任工程热物理研究所所长。1991年当选中国科学院院士。
2014年10月4日去世。

## 社会兼职
蔡睿贤曾任全国政协常委、中国民主促进会中央委员会副主席、国家自然科学基金委员会工程与材料科学部主任、中国工程热物理学会理事长、中国动力工程学会常务理事、中国能源研究会常务理事等职。